# إقليم خوماس
خوماس هو واحد من الأقاليم الثلاثة عشر في ناميبيا. عاصمته ويندهوك وهي عاصمة البلاد لهذا السبب يتفوق الإقليم على باقي الأقاليم في البنية التحتية للنقل. كما يملك بنيت متطورة في القطاعات الاقتصادية، والمالية، والتجارية. يشغل إقليم خوماس نسبة 4.5٪ من مساحة المساحة في ناميبيا ولكن به أعلى نسبة من السكان مقارنة مع باقي أقاليم البلاد (15٪).
خوماس هي واحدة من ثلاث أقاليم لا تطل على البحر ولا تملك الحدود الخارجية. له حدود مشتركة مع الأقاليم التالية:
- إقليم إرونغو- غرب
- إقليم أوتجوزوندجوبا - شمال
- إقليم أوماهيكي - شرق
- إقليم هارداب - الجنوب

## السياسات
تضم المنطقة تسع constituencies:
1. Tobias Hainyeko  [لغات أخرى]‏
2. Moses ǁGaroëb  [لغات أخرى]‏
3. Samora Machel  [لغات أخرى]‏
4. Katutura Central
5. Katutura East
6. Khomasdal North
7. Windhoek West
8. Windhoek East
9. Windhoek Rural
10. John Pandeni  [لغات أخرى]‏

يعتبر خوماس مهمًا من الناحية الانتخابية، حيث جاء ما يقرب من 17 ٪ من إجمالي الأصوات في انتخابات 2004 من هذه المنطقة.

### الانتخابات البرلمانية 2004
فازت منظمة سوابو بمنطقة خوماس بأغلبية كبيرة ، وإن كانت بنسبة مئوية أقل من إجمالي الأصوات مقارنة بالبلد.

### نتائج الانتخابات البرلمانية 2004
قالب:Namibian parliamentary election in Khomas Region, 2004